# Edificio Banco Inglés
El Edificio Banco Inglés es un emblemático edificio de la ciudad de Montevideo, donde en la actualidad funciona la Casa Matriz del Banco Bilbao Vizcaya Argentaria de Uruguay. La misma, se encuentra ubicada en la Ciudad Vieja de Montevideo.   

## Historia

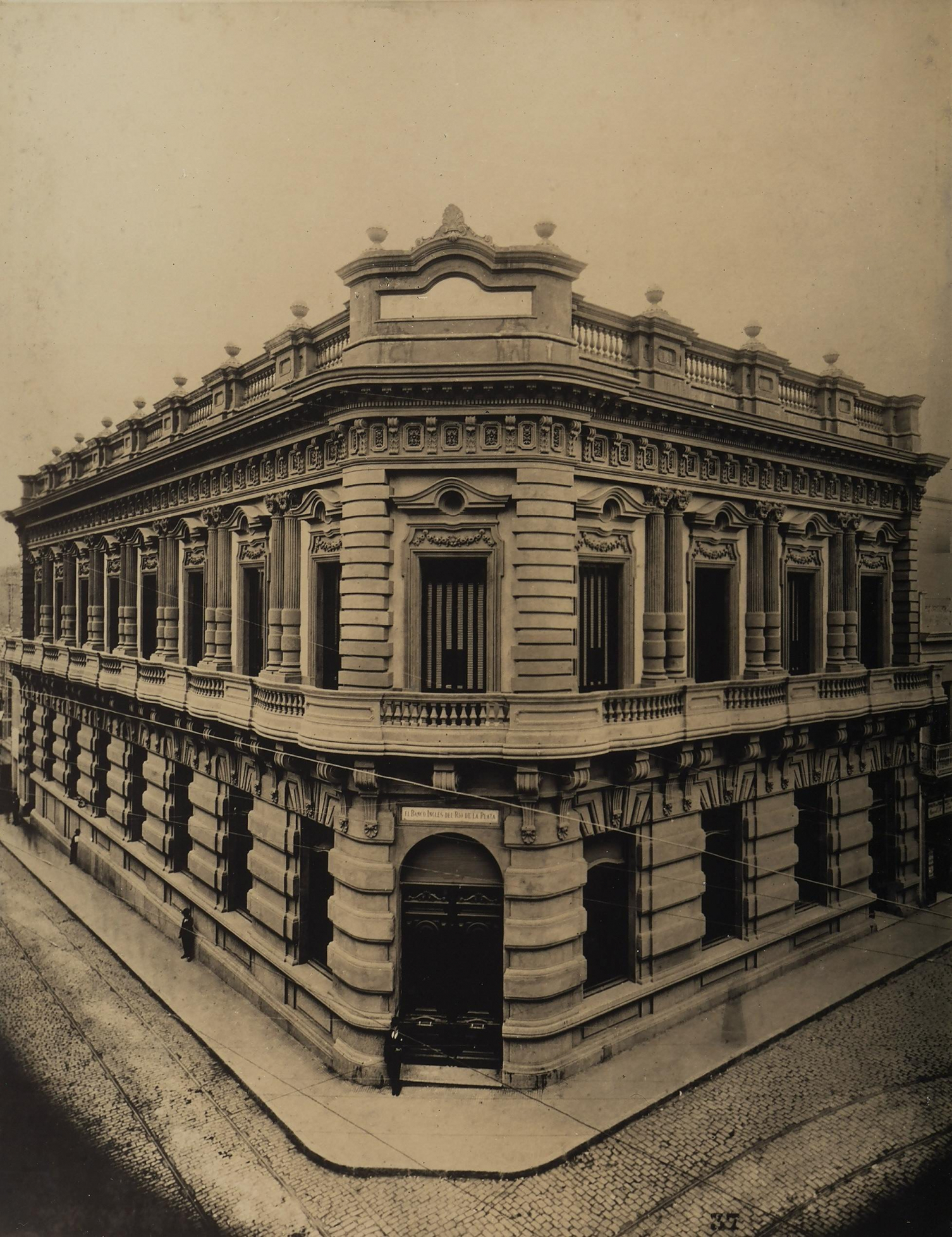
Sede del Banco Español del Río de la Plata

El edificio fue construido entre los años 1888-1890 por el ingeniero Luigi Andreoni para el primer Banco Inglés de Uruguay, aunque también funcionaron en el mismo las sedes del Banco Territorial del Uruguay, del Banco Español e incluso de la Administración Nacional de Combustibles, Alcoholes y Portland.  Dicha construcción cuenta con doce metros de altura, de dos pisos y tiene una superficie construida de 844 metros cuadrados y está situado en torno  una estructura central de patio de hierro fundido. El diseño de la fachada es de un barroco influenciado por el eclecticismo. 

## Literatura
- Arquitectónica y Urbanística Guía de Montevideo. 3 Edición. Intendencia Municipal de Montevideo otros, incluyendo Montevideo 2008, ISBN 978-9974-600-26-3 , páginas 49, 131